# Ibrahim Diallo (rugby à XV)
Pour les articles homonymes, voir Ibrahim Diallo et Diallo.

a Compétitions nationales et continentales officielles uniquement.

b Matchs officiels uniquement.
Dernière mise à jour le 15 juillet 2024.
Ibrahim Diallo, né le 23 janvier 1998 à Sarcelles (Val-d'Oise), est un joueur international français de rugby à XV qui évolue au poste de troisième ligne au Racing 92.

## Biographie

### Jeunesse et formation
Après avoir un temps pratiqué le football, Ibrahim Diallo commence à jouer au rugby à XV dès la sixième au club de Sarcelles. 
Il rejoint ensuite en 2013 le centre de formation du Racing 92.

### Carrière professionnelle
Il joue son premier match professionnel pour le club francilien en Top 14 le 30 décembre 2018 contre l'Union Bordeaux Bègles.
S'imposant peu à peu dans la rotation du club, il fait figure de titulaire en puissance lors du début de saison 2020-21, s'illustrant notamment contre les favoris au titre de l'UBB en Top 14 lors de la victoire du Racing à Bordeaux le 5 décembre 2020.
Il connaît sa première titularisation avec les Bleus lors de la tournée en Australie, le 13 juillet 2021, puis sera appelé lors des différents rassemblements au cours de l'année, étant sélectionné une nouvelle fois face au Japon lors de la tournée d'été 2022.
À l'issue de la saison 2023-2024, au mois de juin, il est retenu en équipe de France dans une liste de trente-deux joueurs pour préparer la tournée d'été en Argentine. Cette liste est marquée par l'absence des cadres habituels et la présence de nombreux joueurs sans sélections. Le 10 juillet 2024, il joue sous le maillot national face à l'Uruguay, dans une rencontre non capée disputée par l'équipe de France développement.

## Statistiques

### Internationales
| Année | Compétition   | Matchs | Points | Essais |
| ----- | ------------- | ------ | ------ | ------ |
| 2021  | Test matchs   | 1      | 0      | 0      |
| 2022  | Test matchs   | 1      | 0      | 0      |
| 2024  | Tournée d'été | 1      | 0      | 0      |
| Total | Total         | 3      | 0      | 0      |

## Palmarès
- France -20
  - Vainqueur du Tournoi des Six Nations des moins de 20 ans en 2018.
  - Vainqueur du Championnat du monde junior en 2018.